# Heresiarches rotundus
Heresiarches rotundus là một loài tò vò trong họ Ichneumonidae.